# Пеуліш (Хунедоара)
Пеуліш (рум. Păuliș) — село у повіті Хунедоара в Румунії. Входить до складу комуни Шоймуш.
Село розташоване на відстані 302 км на північний захід від Бухареста, 7 км на північ від Деви, 108 км на південний захід від Клуж-Напоки, 129 км на схід від Тімішоари.

## Населення
За даними перепису населення 2002 року у селі проживали 262 особи, усі — румуни. Усі жителі села рідною мовою назвали румунську.